# Eleições parlamentares no Brasil em 2014
As eleições parlamentares no Brasil em 2014 ocorreram no domingo, 5 de outubro, como parte das eleições gerais daquele ano. Nesta data, foram definidos os novos ocupantes de 27 dos 81 assentos do Senado Federal e de todos os 513 assentos da Câmara dos Deputados. O pleito foi marcado pelo avanço do bloco Lulista, reunido ao redor da coalizão governista Para o Brasil seguir mudando. Por outro lado, a coalizão de oposição O Brasil pode mais perdeu o controle de quantia significativa.

## Informação
De acordo com a Constituição Federal, cada estado é representado por três Senadores eleito pela maioria dos votos. Eles são eleitos diretamente para um mandato de oito anos, sem limite no número de mandatos. Alternadamente, um terço (27) e dois terços (54) dos assentos são colocados em disputa a cada quatro anos. Em 2006, um terço dos assentos foram colocados em disputa e, assim sendo, em 2010 foram dois terços, o que correspondeu a dois Senadores eleitos por cada estado e pelo Distrito Federal.
A Câmara dos Deputados representa o povo de cada estado e do Distrito Federal, e seus membros são eleitos pelo sistema de representação proporcional, uma vez que o princípio do federalismo é adotado como forma de governo no país. Os deputados federais são eleitos diretamente para um mandato de quatro anos, sem limite no número de mandatos. Cada estado tem direito a um número diferente de deputados federais, dependendo de seu número de habitantes.

## Resultados
| Coalizão                           | Partidos      | Partidos      | Câmara     | Câmara | Câmara   | Câmara | Senado     | Senado | Senado           | Senado          | Senado |
| Coalizão                           | Partidos      | Partidos      | Votos      | %      | Assentos | +/–    | Votos      | %      | Assentos eleitos | Assentos totais | +/–    |
| ---------------------------------- | ------------- | ------------- | ---------- | ------ | -------- | ------ | ---------- | ------ | ---------------- | --------------- | ------ |
| Governista Com a Força do Povo     |               | PT            | 13.554.166 | 13,9   | 69       | –19    | 15.155.818 | 17,0   | 2                | 12              | -1     |
| Governista Com a Força do Povo     |               | PMDB          | 10.791.949 | 11,1   | 66       | –13    | 12.129.969 | 13,6   | 5                | 18              | -2     |
| Governista Com a Força do Povo     |               | PR            | 5.635.519  | 5,8    | 34       | –7     | 696.462    | 0,8    | 1                | 4               | —      |
| Governista Com a Força do Povo     |               | PDT           | 3.469.168  | 3,6    | 19       | –9     | 3.609.643  | 4,0    | 2                | 8               | +6     |
| Governista Com a Força do Povo     |               | PCdoB         | 1.913.015  | 2,0    | 10       | -5     | 803.144    | 0.9    | 0                | 1               | -1     |
| Governista Com a Força do Povo     |               | PRB           | 4.423.993  | 4,5    | 21       | +13    | 301.162    | 0,3    | 0                | 1               | –1     |
| Governista Com a Força do Povo     |               | PROS          | 1.977.117  | 2,0    | 11       | +11    | 2.234.132  | 2,5    | 0                | 0               | —      |
| Governista Com a Força do Povo     |               | PSD           | 5.967.953  | 6,1    | 36       | +36    | 7.147.245  | 8,0    | 2                | 0               | —      |
| Governista Com a Força do Povo     |               | PP            | 6.429.791  | 6,6    | 38       | –3     | 1.931.738  | 2,2    | 1                | 4               | +3     |
|                                    |               | Total         | 56.076.454 | 55,6   | 304      | +37    | 94.049.918 | 55,2   | 39               | 50              | +8     |
| Oposição Muda Brasil               |               | PSDB          | 11.073.631 | 11,4   | 54       | +1     | 30.903.736 | 18,1   | 5                | 11              | –5     |
| Oposição Muda Brasil               |               | DEM           | 4.085.487  | 4,2    | 21       | –22    | 10.225.883 | 6,0    | 2                | 6               | –7     |
| Oposição Muda Brasil               |               | PTB           | 3.914.193  | 4,0    | 25       | +4     | 7.999.589  | 4,7    | 1                | 6               | –1     |
| Oposição Muda Brasil               |               | PMN           | 467.777    | 0,5    | 3        | -1     | 241.321    | 0,1    | 1                | 1               | +1     |
| Oposição Muda Brasil               |               | PTdoB         | 812.497    | 0,8    | 1        | -2     | 1.480.846  | 0,9    | 0                | 0               | —      |
| Oposição Muda Brasil               |               | SD            | 2.689.701  | 2,8    | 15       | +15    | 6.766.517  | 4,0    | 1                | 1               | +1     |
| Oposição Muda Brasil               |               | PTC           | 338.117    | 0,3    | 2        | +1     | 282.629    | 0,2    | 0                | 0               | —      |
| Oposição Muda Brasil               |               | PTN           | 723.182    | 0,7    | 4        | +4     | 6.013      | 0,0    | 0                | 0               | —      |
| Oposição Muda Brasil               |               | PEN           | 667.983    | 0,7    | 2        | +2     | 282.629    | 0,2    | 0                | 0               | +3     |
|                                    |               | Total         | 56.076.454 | 58,1   | 130      | –44    | 57.617.892 | 33,8   | 10               | 25              | -11    |
| Oposição Unidos Pelo Brasil        |               | PSB           | 6.267.878  | 6,4    | 34       | —      | 6.129.463  | 3,6    | 3                | 3               |        |
| Oposição Unidos Pelo Brasil        |               | PSL           | 808.710    | 0,8    | 1        | -      | 446.517    | 0,3    | 0                | 0               |        |
| Oposição Unidos Pelo Brasil        |               | PRP           | 724.825    | 0,7    | 3        | +1     | 0          | 0,0    | 0                | 0               |        |
| Oposição Unidos Pelo Brasil        |               | PPS           | 1.955.689  | 2,0    | 10       | –2     | 6.766.517  | 4,0    | 1                | 1               | +1     |
| Oposição Unidos Pelo Brasil        |               | PHS           | 926.664    | 1,0    | 5        | +3     | 305.793    | 0,2    | 0                | 0               | —      |
| Oposição Unidos Pelo Brasil        |               | PPL           | 141.254    | 0,1    | 0        | —      | 1.480.846  | 0,9    | 0                | 0               | —      |
| Oposição Unidos Pelo Brasil        | Total         | Total         | 27.082.726 | 28,0   | 66       | +2     | 57.617.892 | 33,8   | 10               | 25              | -11    |
| Partidos Independentes de oposição |               | PV            | 2.004.464  | 2,1    | 8        | -7     | 5.047.797  | 3,0    | 0                | 0               | –1     |
| Partidos Independentes de oposição |               | PSOL          | 1.745.470  | 1,8    | 5        | +2     | 3.041.854  | 1,8    | 2                | 2               | +1     |
| Oposicionista Fora de coalizão     |               | PSC           | 2.520.421  | 2,6    | 13       | -4     | 1.247.157  | 0,7    | 1                | 1               | —      |
| Oposicionista Fora de coalizão     |               | PSDC          | 509.936    | 0,5    | 2        | +2     | 1.247.157  | 0,7    | 1                | 1               | —      |
| Governista Fora de coalizão        |               | PRTB          | 454.190    | 0,5    | 1        | -1     | 74.478     | 0,0    | 0                | 0               | —      |
| Outros                             | Outros        | Outros        | 268.421    | 0,3    | 0        | —      | 432.345    | 0,5    | 0                | 0               | —      |
| Votos válidos                      | Votos válidos | Votos válidos | 97.263.161 | 100,0  | 513      | —      | 89.351.604 | 100,0  | 27               | 81              | —      |
| Fontes: Câmara, Senado             |               |               |            |        |          |        |            |        |                  |                 |        |

| Assentos da Câmara de Deputados | Assentos da Câmara de Deputados | Assentos da Câmara de Deputados | Assentos da Câmara de Deputados | Assentos da Câmara de Deputados |
| ------------------------------- | ------------------------------- | ------------------------------- | ------------------------------- | ------------------------------- |
|                                 |                                 |                                 |                                 |                                 |
| PT                              | PT                              |                                 | 13,45%                          | 13,45%                          |
| PMDB                            | PMDB                            |                                 | 12,67%                          | 12,67%                          |
| PSDB                            | PSDB                            |                                 | 10,53%                          | 10,53%                          |
| PP                              | PP                              |                                 | 7,41%                           | 7,41%                           |
| PSD                             | PSD                             |                                 | 7,02%                           | 7,02%                           |
| PSB                             | PSB                             |                                 | 6,63%                           | 6,63%                           |
| PR                              | PR                              |                                 | 6,63%                           | 6,63%                           |
| PTB                             | PTB                             |                                 | 4,87%                           | 4,87%                           |
| PRB                             | PRB                             |                                 | 4,09%                           | 4,09%                           |
| DEM                             | DEM                             |                                 | 4,09%                           | 4,09%                           |
| PDT                             | PDT                             |                                 | 3,9%                            | 3,9%                            |
| SD                              | SD                              |                                 | 2,92%                           | 2,92%                           |
| PSC                             | PSC                             |                                 | 2,53%                           | 2,53%                           |
| PROS                            | PROS                            |                                 | 2,14%                           | 2,14%                           |
| PPS                             | PPS                             |                                 | 1,95%                           | 1,95%                           |
| PCdoB                           | PCdoB                           |                                 | 1,95%                           | 1,95%                           |
| PV                              | PV                              |                                 | 1,56%                           | 1,56%                           |
| Outros                          | Outros                          |                                 | 5,65%                           | 5,65%                           |

| Assentos do Senado Federal pós-eleição | Assentos do Senado Federal pós-eleição | Assentos do Senado Federal pós-eleição | Assentos do Senado Federal pós-eleição | Assentos do Senado Federal pós-eleição |
| -------------------------------------- | -------------------------------------- | -------------------------------------- | -------------------------------------- | -------------------------------------- |
|                                        |                                        |                                        |                                        |                                        |
| PMDB                                   | PMDB                                   |                                        | 22,22%                                 | 22,22%                                 |
| PT                                     | PT                                     |                                        | 14,81%                                 | 14,81%                                 |
| PSDB                                   | PSDB                                   |                                        | 13,58%                                 | 13,58%                                 |
| PDT                                    | PDT                                    |                                        | 9,88%                                  | 9,88%                                  |
| DEM                                    | DEM                                    |                                        | 7,41%                                  | 7,41%                                  |
| PTB                                    | PTB                                    |                                        | 7,41%                                  | 7,41%                                  |
| PP                                     | PP                                     |                                        | 4,94%                                  | 4,94%                                  |
| PR                                     | PR                                     |                                        | 4,94%                                  | 4,94%                                  |
| PSB                                    | PSB                                    |                                        | 3,7%                                   | 3,7%                                   |
| PSOL                                   | PSOL                                   |                                        | 2,47%                                  | 2,47%                                  |
| PCdoB                                  | PCdoB                                  |                                        | 1,23%                                  | 1,23%                                  |
| SD                                     | SD                                     |                                        | 1,23%                                  | 1,23%                                  |
| PRB                                    | PRB                                    |                                        | 1,23%                                  | 1,23%                                  |
| PMN                                    | PMN                                    |                                        | 1,23%                                  | 1,23%                                  |
| PSDC                                   | PSDC                                   |                                        | 1,23%                                  | 1,23%                                  |
| PSC                                    | PSC                                    |                                        | 1,23%                                  | 1,23%                                  |
| PPS                                    | PPS                                    |                                        | 1,23%                                  | 1,23%                                  |

### Resultados por unidade federativa
| Acre                | 24,5 | 10,0 | 9,2  | 7,8  | 4,8  | 7,0  | 3,5  | 33,2 |
| Amapá               | 10,7 | 10,3 | 2,8  | 5,6  | 4,0  | 6,1  | 5,3  | 55,2 |
| Amazonas            | 4,7  | 12,6 | 15,6 | 4,6  | 19,9 | 3,8  | 7,4  | 31,4 |
| Pará                | 15,7 | 12,4 | 12,8 | 2,2  | 11,2 | 2,3  | 4,1  | 39,3 |
| Rondônia            | 11,4 | 26,0 | 9,1  | 3,4  | 2,5  | 1,0  | 5,6  | 41,1 |
| Roraima             | 4,5  | 6,8  | 16,4 | 7,9  | 2,2  | 3,4  | 8,7  | 50,2 |
| Tocantins           | 2,5  | 31,5 | 0,6  | 11,3 | 9,0  | 8,2  | 4,9  | 32,0 |
| Alagoas             | 4,7  | 13,7 | 14,6 | 9,6  | 0,3  | 0,4  | 5,8  | 51,0 |
| Bahia               | 21,0 | 5,5  | 6,1  | 8,8  | 9,5  | 3,9  | 3,6  | 41,5 |
| Ceará               | 16,1 | 15,0 | 4,5  | 2,3  | 0,6  | 1,1  | 6,4  | 53,9 |
| Maranhão            | 5,8  | 15,2 | 2,6  | 2,4  | 3,0  | 5,9  | 2,4  | 62,7 |
| Paraíba             | 6,9  | 22,8 | 12,4 | 9,1  | 4,6  | 5,5  | 5,6  | 33,2 |
| Pernambuco          | 8,6  | 5,3  | 9,2  | 8,6  | 2,3  | 27,6 | 6,3  | 32,2 |
| Piauí               | 18,6 | 11,5 | 0,7  | 7,4  | 9,5  | 19,5 | 4,4  | 28,4 |
| Rio Grande do Norte | 8,6  | 15,2 | 5,7  | 4,8  | 12,1 | 4,3  | 8,7  | 40,5 |
| Sergipe             | 15,0 | 8,8  | 4,5  | 0,4  | 8,9  | 6,8  | 2,9  | 52,7 |
| Distrito Federal    | 14,2 | 8,0  | 11,4 | 0,9  | 6,5  | 6,4  | 3,2  | 49,3 |
| Goiás               | 9,3  | 13,7 | 30,4 | 5,6  | 8,8  | 1,1  | 4,0  | 27,1 |
| Mato Grosso         | 9,4  | 8,7  | 11,8 | 6,5  | 10,6 | 18,0 | 6,2  | 28,9 |
| Mato Grosso do Sul  | 25,0 | 27,8 | 8,2  | 1,8  | 3,3  | 6,5  | 2,9  | 24,4 |
| Espírito Santo      | 12,3 | 10,4 | 11,3 | 3,4  | 0,8  | 14,9 | 1,3  | 45,6 |
| Minas Gerais        | 18,5 | 8,8  | 13,9 | 7,8  | 6,1  | 5,4  | 3,4  | 36,0 |
| Rio de Janeiro      | 8,0  | 16,3 | 3,3  | 8,4  | 7,5  | 3,7  | 13,8 | 39,1 |
| São Paulo           | 13,9 | 3,7  | 19,5 | 3,7  | 4,4  | 5,6  | 8,0  | 41,3 |
| Paraná              | 12,0 | 13,2 | 9,3  | 9,2  | 4,1  | 6,3  | 4,9  | 41,0 |
| Rio Grande do Sul   | 23,3 | 16,5 | 5,1  | 16,0 | 3,3  | 6,7  | 1,0  | 27,9 |
| Santa Catarina      | 14,4 | 24,4 | 8,6  | 11,1 | 16,5 | 4,5  | 4,5  | 16,1 |

| Unidade federativa  | Total | Assentos obtidos na Câmara de Deputados | Assentos obtidos na Câmara de Deputados | Assentos obtidos na Câmara de Deputados | Assentos obtidos na Câmara de Deputados | Assentos obtidos na Câmara de Deputados | Assentos obtidos na Câmara de Deputados | Assentos obtidos na Câmara de Deputados | Assentos obtidos na Câmara de Deputados | Assentos obtidos na Câmara de Deputados | Assentos obtidos na Câmara de Deputados | Assentos obtidos na Câmara de Deputados | Assentos obtidos na Câmara de Deputados | Assentos obtidos na Câmara de Deputados |  |  |  |
| Unidade federativa  | Total | PT                                      | PMDB                                    | PSDB                                    | PP                                      | PSD                                     | PSB                                     | PR                                      | PTB                                     | PRB                                     | DEM                                     | PDT                                     | SD                                      | Outros                                  |  |  |  |
| ------------------- | ----- | --------------------------------------- | --------------------------------------- | --------------------------------------- | --------------------------------------- | --------------------------------------- | --------------------------------------- | --------------------------------------- | --------------------------------------- | --------------------------------------- | --------------------------------------- | --------------------------------------- | --------------------------------------- | --------------------------------------- |  |  |  |
| Unidade federativa  | Total | Acre                                    | 8                                       | 3                                       | 2                                       | 1                                       |                                         |                                         | 1                                       |                                         |                                         | 1                                       |                                         | Outros                                  |  |  |  |
| Alagoas             | 9     | 1                                       | 1                                       | 1                                       | 1                                       |                                         |                                         | 1                                       |                                         |                                         |                                         | 1                                       | 1                                       | 2                                       |  |  |  |
| Amapá               | 8     | 1                                       | 1                                       |                                         |                                         |                                         | 1                                       | 1                                       | 1                                       | 1                                       |                                         | 1                                       |                                         | 1                                       |  |  |  |
| Amazonas            | 8     |                                         | 1                                       | 1                                       | 1                                       | 2                                       |                                         | 1                                       |                                         |                                         | 1                                       |                                         |                                         | 1                                       |  |  |  |
| Bahia               | 39    | 8                                       | 1                                       | 3                                       | 4                                       | 4                                       | 1                                       | 2                                       | 2                                       | 2                                       | 4                                       | 1                                       | 1                                       | 6                                       |  |  |  |
| Ceará               | 22    | 4                                       | 3                                       | 1                                       |                                         |                                         |                                         | 2                                       | 1                                       | 1                                       | 1                                       | 1                                       | 1                                       | 7                                       |  |  |  |
| Distrito Federal    | 8     | 1                                       | 1                                       | 1                                       |                                         | 1                                       |                                         | 1                                       |                                         |                                         | 1                                       |                                         | 1                                       | 1                                       |  |  |  |
| Espírito Santo      | 10    | 2                                       | 1                                       | 1                                       | 1                                       |                                         | 1                                       |                                         |                                         |                                         |                                         | 1                                       | 1                                       | 2                                       |  |  |  |
| Goiás               | 17    | 1                                       | 2                                       | 6                                       | 1                                       | 2                                       |                                         | 1                                       | 1                                       |                                         |                                         | 1                                       | 1                                       | 1                                       |  |  |  |
| Maranhão            | 18    | 1                                       | 2                                       | 1                                       | 1                                       |                                         | 1                                       |                                         | 1                                       | 1                                       |                                         | 2                                       |                                         | 8                                       |  |  |  |
| Mato Grosso         | 8     | 1                                       | 1                                       | 1                                       | 1                                       |                                         | 2                                       |                                         |                                         |                                         |                                         |                                         |                                         | 2                                       |  |  |  |
| Mato Grosso do Sul  | 8     | 2                                       | 2                                       | 1                                       |                                         |                                         | 1                                       |                                         |                                         |                                         | 1                                       | 1                                       |                                         |                                         |  |  |  |
| Minas Gerais        | 53    | 10                                      | 6                                       | 7                                       | 5                                       | 3                                       | 3                                       | 3                                       | 1                                       | 1                                       | 2                                       | 2                                       | 1                                       | 9                                       |  |  |  |
| Pará                | 17    | 2                                       | 3                                       | 1                                       |                                         | 3                                       |                                         | 1                                       | 1                                       |                                         | 1                                       |                                         | 1                                       | 4                                       |  |  |  |
| Paraíba             | 12    | 1                                       | 3                                       | 1                                       | 1                                       | 1                                       |                                         | 1                                       | 1                                       |                                         | 1                                       | 1                                       | 1                                       |                                         |  |  |  |
| Paraná              | 30    | 4                                       | 4                                       | 3                                       | 4                                       | 1                                       | 2                                       | 2                                       | 1                                       |                                         |                                         |                                         | 1                                       | 8                                       |  |  |  |
| Pernambuco          | 25    |                                         | 1                                       | 3                                       | 1                                       | 1                                       | 8                                       | 2                                       | 4                                       |                                         | 1                                       | 1                                       |                                         | 3                                       |  |  |  |
| Piauí               | 10    | 2                                       | 1                                       |                                         | 1                                       | 1                                       | 3                                       |                                         | 2                                       |                                         |                                         |                                         |                                         |                                         |  |  |  |
| Rio de Janeiro      | 46    | 5                                       | 8                                       | 1                                       | 3                                       | 6                                       | 1                                       | 6                                       | 2                                       | 2                                       | 1                                       | 1                                       | 2                                       | 8                                       |  |  |  |
| Rio Grande do Norte | 8     |                                         | 1                                       | 1                                       | 1                                       | 1                                       |                                         | 1                                       |                                         |                                         | 1                                       |                                         |                                         | 2                                       |  |  |  |
| Rio Grande do Sul   | 31    | 7                                       | 5                                       | 1                                       | 6                                       | 1                                       | 2                                       |                                         | 3                                       | 1                                       | 1                                       | 3                                       |                                         | 1                                       |  |  |  |
| Rondônia            | 8     |                                         | 3                                       | 1                                       |                                         |                                         |                                         | 1                                       | 1                                       |                                         |                                         | 1                                       | 1                                       |                                         |  |  |  |
| Roraima             | 8     |                                         | 1                                       | 1                                       |                                         |                                         | 1                                       | 1                                       |                                         | 1                                       |                                         | 1                                       |                                         | 2                                       |  |  |  |
| Santa Catarina      | 16    | 2                                       | 5                                       | 2                                       | 2                                       | 3                                       |                                         | 1                                       |                                         |                                         |                                         |                                         |                                         | 1                                       |  |  |  |
| São Paulo           | 70    | 10                                      | 2                                       | 14                                      | 3                                       | 4                                       | 4                                       | 6                                       | 2                                       | 8                                       | 4                                       | 1                                       | 1                                       | 11                                      |  |  |  |
| Sergipe             | 8     | 1                                       | 1                                       |                                         |                                         | 1                                       | 1                                       |                                         | 1                                       | 1                                       |                                         |                                         | 1                                       | 1                                       |  |  |  |
| Tocantins           | 8     |                                         | 3                                       |                                         | 1                                       | 1                                       | 1                                       |                                         |                                         | 1                                       | 1                                       |                                         |                                         |                                         |  |  |  |
| Total               | 513   | 69                                      | 65                                      | 54                                      | 38                                      | 36                                      | 34                                      | 34                                      | 25                                      | 21                                      | 21                                      | 20                                      | 15                                      | 81                                      |  |  |  |

### Por bancadas
| Composição das bancadas no Congresso Nacional após as eleições de 2014*                    |
| ------------------------------------------------------------------------------------------ |
| Câmara                                                                                     |
| Bloco governista: 304 / 513Bloco de oposição: 196 / 513Partido Verde: 8 / 513PSOL: 5 / 513 |
| Senado                                                                                     |
| Bloco governista: 54 / 81Bloco de oposição: 25 / 81PSOL: 2 / 81                            |
| (*) Projeções. Nem todos partidos formam uma bancada coesa.                                |